# Crisis económica en Ecuador de 1998-1999
La crisis económica en Ecuador de 1998-1999 fue una crisis inflacionaria en conjunto con una crisis financiera, una crisis fiscal y una crisis de deuda soberana que inició en 1998 y que continuó agravándose y desembocó en un pánico bancario en 1999, en Ecuador.
Durante la inflación galopante de 1998 (52.6% de promedio de devaluación anual), el Banco Central del Ecuador emitió la moneda nacional (sucre ecuatoriano) de forma excesiva depreciando el valor de la moneda diariamente, para cubrir tanto el déficit fiscal del Estado para cubrir los gastos corrientes del sector público —agravado por la caída del 75% del precio del petróleo, producto que en 1998 representaba alrededor del 22% de los ingresos estatales— como para inyectar fondos de rescates para los bancos, algunos de ellos pasando a manos del Estado ecuatoriano por medio de la AGD (Agencia de Garantías de Depósitos).
La devaluación del sucre fue tan alta que en 1999 (56% de promedio de devaluación anual) varios bancos empiezan a quedarse sin reservas de dinero para responder a los cuentahorristas quienes retiraban sus ahorros para cambiar los sucres por monedas extranjeras (en particular por dólares americanos).
La crisis económica inició durante el gobierno de Fabián Alarcón y continuó en el de Jamil Mahuad. Esta situación tuvo como principales consecuencias la dolarización de la economía ecuatoriana, la inmigración a España e Italia, y el golpe de Estado del año 2000.

## Entorno económico a finales de los 90

### Posible ciclo económico por expansión crediticia
Una de las teorías sobre la crisis económica del Ecuador es que posiblemente coincidió con la etapa de declive de un ciclo económico que tuvo su auge en el gobierno de Sixto Durán Ballén, cuando en 1994 crearon la Ley de Instituciones Financieras, por la cual el Estado bajó por ley las tasas de interés —ignorando la tasa de interés del mercado— para inyectar mayor liquidez en el mercado crediticio, por lo cual más personas pudiesen acceder al crédito. Lo que consecuentemente generó una burbuja de inversión. Tras los desastres naturales causados por el Fenómeno del Niño a inicios de 1997 e inicios de 1998, el sector rural vio comprometidas muchas de las inversiones capital-intensivas de los deudores que habían invertido sus préstamos para hacer negocios en el sector agrícola, varios de los deudores de la banca perdieron el valor de sus inversiones por lo cual sus acreedores cayeron en impago. Ante el temor de que los deudores por sus impagos deteriorasen la solvencia de los bancos, los ahorristas entraron en un pánico bancario y fueron en masa a retirar sus depósitos, y debido a la naturaleza de la banca de reserva fraccional (donde los depósitos no están respaldados al 100%) los bancos comerciales fueron incapaces de responder a todos sus clientes causando quiebras en el sector bancario y su posterior rescate por parte del Estado en el año 1998 y 1999 (siendo emblemático el caso de estatización no-litigiosa de Filanbanco en 1998). Estos sucesos concuerdan claramente con la teoría del ciclo económico en la Escuela Austriaca.

### Déficits sucesivos de ingresos fiscales
Otro elemento de la crisis 1998-1999 fue el déficit fiscal de finales de la segunda mitad de la década de 1990, cuando por varios acontecimientos sucesivos el Estado ecuatoriano tuvo más egresos que ingresos. 
Según la información estadística del Banco Central del Ecuador, el déficit fiscal no-financiero de 1998 fue el más profundo de la década (-6,76%), y el déficit fiscal de 1999 fue de -5,6%, ligera reducción causada por el aumento de impuestos.
Uno de los más importantes déficits fue causado por los altos gastos militares que hizo el Estado ecuatoriano para poder afrontar el conflicto bélico del Cenepa de 1995 con el Perú. También hubo gastos no presupuestados por la reconstrucción de obra pública por los desastres naturales del Fenómeno del Niño (que sucedió durante 1997 y 1998).
Súmese a esto la crisis financiera del Sudeste Asiático que dificultaba al Estado ecuatoriano acceder a créditos internacionales para financiar su déficit. Finalmente lo que acabó con las finanzas estatales fue el desplome del precio del petróleo a nivel mundial en 1998 y en 1999 el precio internacional del petróleo de Ecuador llegó a bajar hasta a US$ 6,30 por barril, siendo el Estado ecuatoriano altamente dependiente de la industria petrolera para financiamiento del presupuesto estatal.
Ante esta situación de déficit fiscal se dan problemas para pagar los sueldos al sector público y otros gastos corrientes del Estado, a la vez que el Estado debe responder ante sus obligaciones de pago de la deuda externa para poder acceder a más crédito internacional; la respuesta del Banco Central del Ecuador fue aumentar la impresión de moneda nacional para pagar sueldos de burocracia y otros gastos internos del Estado, causando una devaluación que se convertirá en hiperinflación (más de 50% de inflación anual).
El Banco Central del Ecuador también autorizó la impresión de sucres en su calidad de prestamista de última instancia del sistema financiero, para inyectar fondos en los bancos e impedir que cierren. En 1998, el Estado ecuatoriano había aumentado la masa monetaria en un 44% en relación con el año anterior.

## Devaluación de la moneda y pánico bancario en 1999
Durante 1999, el Banco Central del Ecuador con el fin de salvar el déficit presupuestario del Estado que le impedía cubrir con el gasto público, implementó una serie de medidas devaluatorias del sucre que ya venía implementando desde 1998. El efecto de decretar la inflación, fue la depreciación de los ahorros de la población. En respuesta a las medidas del banco central la población ecuatoriana empezó a cambiar masivamente la moneda nacional, sucre, por el dólar estadounidense, que brindaba más confianza. Eso también significó que muchos ahorristas decidieron retirar sus fondos masivamente para cambiarlos a dólares, generando un pánico bancario. El 8 de marzo de 1999, se declaró un feriado bancario de 24 horas, que finalmente duró 5 días. Todas las operaciones financieras estaban suspendidas para evitar que las instituciones financieras quebraran en cadena por el retiro masivo de fondos de los ahorristas. Mientras tanto, Mahuad decretó un congelamiento de depósitos por 1 año, de las cuentas de más de 2 millones de sucres. Aun así las instituciones financieras siguieron cerrando sus operaciones.[cita requerida]
Durante la crisis económica se produjo aproximadamente un 70% del cierre de las instituciones financieras del país (incluyendo tanto bancos comerciales como cooperativas de ahorro y crédito). En 1999 la actividad económica fue -7 o -8% y el sucre perdía su valor por 195%. Las pérdidas económicas ascendieron a 8.000 millones de dólares. El ingreso per cápita había caído por 32% durante aquel año. El desempleo aumentó de 9% al 17% y el subempleo aumentó de 49% al 55%. Fueron utilizados 1.6 mil millones dólares de los fondos del Estado de Ecuador a los bancos que quebraron. El medio circulante aumentó a una proporción anual de 170% tanto para cubrir el déficit fiscal del Estado (agravado por el precio más bajo del petróleo ecuatoriano en la década, 6 dólares el barril) como para pagar a los depositantes de los instituciones financieras quebradas.
El precio de un dólar pasó de 4000 sucres a mediados de 1998 a 25.000 (veinticinco mil) sucres a finales de 1999. Un domingo 9 de enero del 2000, el entonces Presidente de la República Jamil Mahuad anunció en una cadena televisiva lo siguiente: “El sistema de dolarización de la economía es la única salida que ahora tenemos, y es el camino por donde debemos transitar”. Durante el proceso de implementación de la dolarización al inicio del año 2000 acabó la devaluación pero aun se registró un aumento del índice de precios al consumidor de alrededor del 40% por el ajuste de los precios de mercado al nuevo modelo monetario, pero con la implementación total de la dolarización a mediados del 2000 la hiperinflación y la crisis financiera llegaron a su fin de forma inmediata, y la economía nacional volvería a presentar crecimiento en 2001 y los precios al consumidor tendrán una elevación anual porcentual de un solo dígito, algo que no había sucedido en Ecuador desde inicios de la década de los 1980.

## Consecuencias
Los problemas económicos, financieros y políticos irresolutos sirvieron de escenario a masivas protestas en Quito de grupos de izquierda política contrarios a la dolarización y al gobierno de Mahuad, protestas en las que un grupo de mandos medios del ejército liderados por el coronel Lucio Gutiérrez se amotinaron en el Congreso Nacional y declararon simbólicamente un «triunvirato», con la participación de civiles y del movimiento indigenista CONAIE, la mañana del 21 de enero de 2000. Mientras tanto el alto mando de la Fuerzas Armadas de Ecuador retiró su apoyo al presidente, derrocando a Mahuad en la tarde del 21 de enero de 2000, intentando establecer un gobierno militar al mando del general Carlos Mendoza, que solo duraría unas horas, y decidiendo luego la ascensión de Gustavo Noboa como presidente en la madrugada del 22 de enero.
La inestabilidad económica dio origen al mayor éxodo migratorio en la historia del Ecuador.[cita requerida] La ola migratoria se concentró principalmente en el noreste de Estados Unidos, al igual que en España e Italia. Algunas diásporas y comunidades ecuatorianas nacieron en algunas ciudades del mundo como consecuencia de la crisis migratoria, encontrándose las principales en Nueva York, Madrid y Milán.[cita requerida]